# Patrik Mráz
Patrik Mráz (* 1. Februar 1987 in Púchov) ist ein slowakischer Fußballspieler. Er spielt in der Abwehr meist als linker Außenverteidiger.

## Jugend
Sein Großvater und Vater waren aktive Fußballspieler. Er spielte in seiner Jugend in seiner Heimatstadt für FK Matador Púchov.

## Vereinskarriere
Den ersten Profivertrag bekam im Jahr 2005 Mráz beim FK Matador Púchov, wo er eine Spielzeit gespielt hat. Drei Spielzeiten war er beim FC Artmedia Petržalka, wo er 2008 mit der Mannschaft so die slowakische Meisterschaft wie auch den slowakischen Pokal gewonnen hat. Im Juli 2009 erhielt er beim MŠK Žilina einen Vertrag. Mráz spielte bei drei Spielen seines Vereins in der Gruppenphase der UEFA Champions League 2010/11, zusammen mit der Qualifikation spielte er neunmal, einmal noch mit Petržalka.
Im Januar 2012 wechselte er zum polnischen Erstligisten Śląsk Wrocław. Im Sommer 2012 wurde er mit dem Klub polnischer Meister. Ende November 2012 wurde sein Vertrag bei Śląsk Wrocław in beiderseitigem Einvernehmen vorzeitig aufgelöst.
Im Februar 2013 unterschrieb Mráz dann einen Vertrag bis zum Saisonende 2012/13 in seinem Heimatland beim Erstligisten FK Senica.

## Nationalmannschaft
Mráz spielte in der slowakischen U-19- und U-21-Nationalmannschaft elf Spiele.

## Erfolge
- Meister der Slowakei: 2007/08, 2009/10
- Slowakischer Fußballpokalsieger: 2007/08
- Slowakischer Supercupsieger: 2010/11
- Gruppenphase der UEFA Champions League 2010/11
- Polnischer Meister: 2011/12